# Robin Williams
Robin McLaurin Williams (Chicago, 21 de julio de 1951-Paradise Cay, California, 11 de agosto de 2014)fue un comediante, actor y actor de voz estadounidense. Ganador de un premio Óscar, cinco Globos de Oro, un premio del Sindicato de Actores, dos premios Emmy y tres premios Grammy.
Fue conocido sobre todo por sus actuaciones en películas cómicas tales como Mrs. Doubtfire, Jumanji, Hook, Aladdín, Las aventuras del barón Munchausen, The Birdcage, Flubber,  Robots , Night at the Museum, o Happy Feet. También fue aclamado por la crítica por su interpretación en películas dramáticas como Patch Adams, Good Morning, Vietnam, Good Will Hunting, Dead Poets Society, Awakenings, The Fisher King, One Hour Photo, A.I. Inteligencia Artificial o Moscow on the Hudson, entre otras cosas.

## Primeros años
Tenía dos hermanos: Robert Todd Williams y McLaurin Smith Williams. Su padre, Robert Williams, era un alto ejecutivo en la industria del automóvil y su madre, Laurie Williams, modelo. Creció en un ambiente económicamente holgado y durante su infancia y pubertad no mostró interés por la interpretación. En cambio, se centró en sus estudios y en practicar deportes.

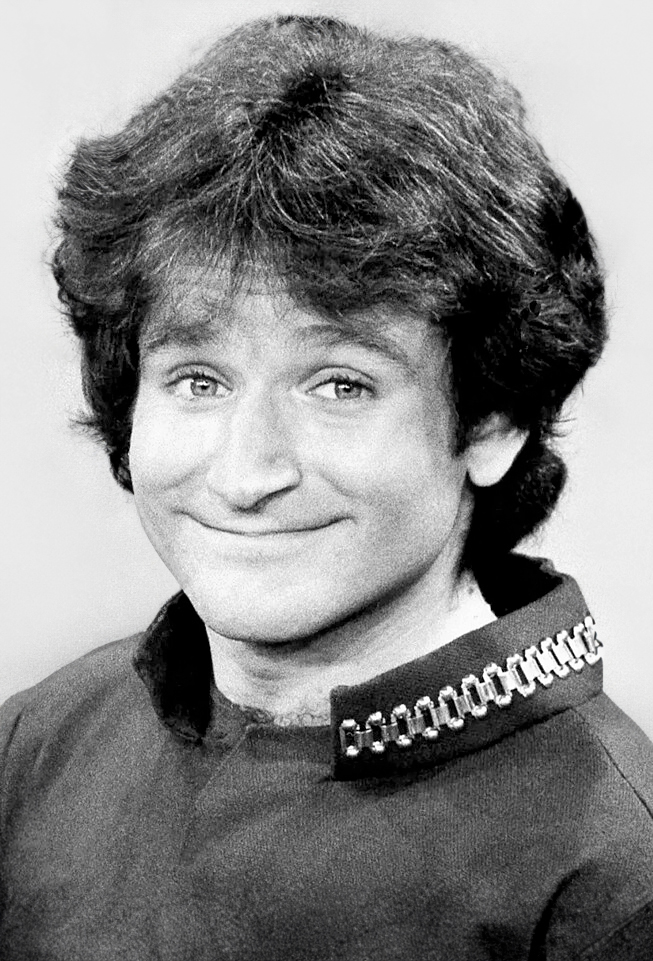
Williams en 1978, cuando protagonizaba la serie Mork & Mindy

La familia de Williams se trasladó en 1967 a Marina County, California, donde continuaría sus estudios. Más tarde se despertó su interés por el teatro, lo que le llevó a abandonar los estudios de ciencias políticas con la intención de iniciar su carrera como actor. Ingresó en la prestigiosa academia de interpretación Juilliard School, Nueva York. Tres años más tarde, Williams regresó a California y se instaló en San Francisco, donde buscaba su oportunidad en comedias teatrales. En 1976, cuando tenía 25 años, fue a una prueba y lo contrataron, lo cual marcaría el inicio de su carrera.
Dos años después, trabajó en Mork & Mindy, una serie de televisión en la que interpretaba a un extraterrestre y obtuvo un éxito arrollador. La serie continuó durante años y Williams corría el riesgo de quedarse encasillado en el papel. Por ello, la abandonó e hizo una primera película para el cine, que pasó inadvertida. Su gran debut lo tuvo en Popeye, de Robert Altman, película que no consiguió el éxito esperado, pero que sí daría a conocer a Williams al público cinematográfico. Su siguiente película fue The World According to Garp, de George Roy Hill, en la que daba vida a un personaje difícil: agradable, pero no cómico. Williams también superó esta prueba de manera espectacular e incrementó su popularidad.
Williams dijo que, en parte y debido al estrés de hacer monólogos cómicos, comenzó a consumir drogas y alcohol a principios de su carrera, si bien nunca lo hacía mientras estaba sobre el escenario. Sin embargo, ocasionalmente llegó a actuar arrastrando la resaca del día anterior. Durante el período en el que consumía cocaína dijo que se sentía paranoico cada vez que salía al escenario.[cita requerida]

## Carrera artística

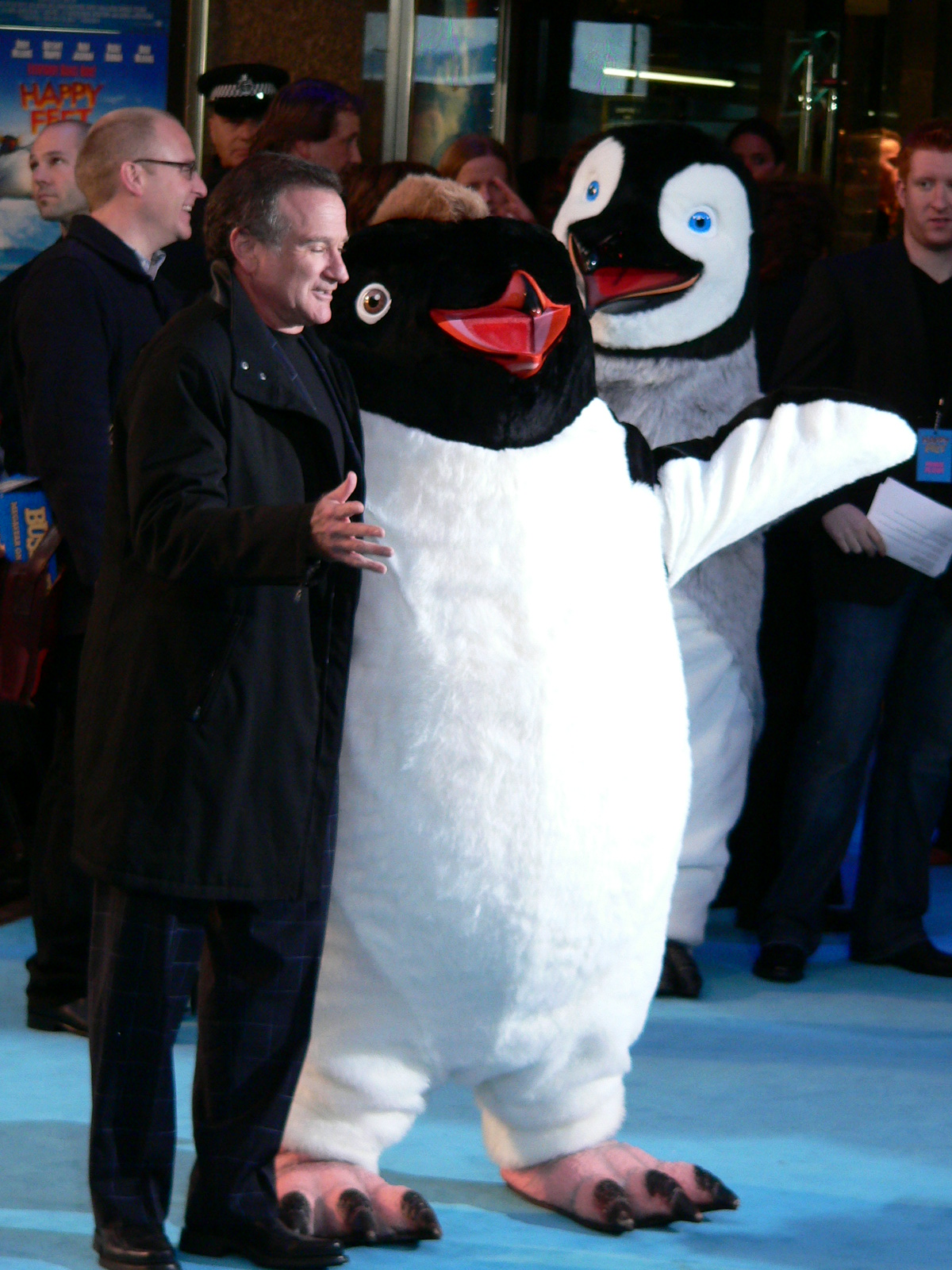
Williams junto a su personaje “Ramon” en el estreno de Happy Feet (2006)

Su primera película llevada al cine fue Popeye en la que interpeto a Popeye en 1980 producida por Disney junto con Shelley Duvall y Paul L. Smith. Más tarde protagonizó The World According to Garp, estrenada en 1982, junto con Mary Beth Hurt, John Lithgow y Glenn Close.
En 1990 protagonizó junto con Robert De Niro la película de Despertares en la que el interpretó a al Dr. Malcolm Sayer, cuyo personaje se baso en el neurólogo real  Oliver Sacks y ese año protagnizo la comedia junto con Tim Robbins en Cadillac Man , en la que dio vida a Joey O'Brien un vendedor de coches en Queens. Entre 1987 y 1991 Williams hizo, entre otras, tres películas que le valieron una nominación al Óscar como mejor actor principal. La primera fue Good Morning, Vietnam, en la que interpreta a un locutor de radio del ejército estadounidense durante la guerra de Vietnam. La segunda nominación la ganó por Dead Poets Society, cuyo papel fue de profesor de literatura de un colegio en donde sus alumnos fueron interpretados por Robert Sean Leonard, Ethan Hawke , Josh Charles y Gale Hansen. La tercera nominación la obtuvo en 1991 por The Fisher King, junto con Jeff Bridges, en la que da vida a un vagabundo. En ese mismo año  hizo un secundario en la película de terror Morir todavía junto a Kenneth Branagh, Emma Thompson, Derek Jacobi y Andy García. También en año estrenó y protagonizó Hook donde interpretó a Peter Pan adulto y abogado, compartió reparto con Dustin Hoffman, Julia Roberts, Bob Hoskins y Maggie Smith. La película fue dirigida por Steven Spielberg.
En 1992 prestó su voz para la película animada de Disney Aladdín e interpretó al Genio de la lámpara, además de su tercera parte en 1996.
Su talento para cambiar la voz e imitar acentos le permitió hacer papeles hilarantes, como en Mrs. Doubtfire con Sally Field, Pierce Brosnan, Lisa Jakub, Matthew Lawrence y Mara Wilson. En la década de los 90, Williams alternó papeles cómicos con interpretaciones dramáticas.
Durante 1995 interpretó a Alan Parrish en la película de aventuras Jumanji, basada en un relato infantil de treinta y dos páginas, publicado por Chris Van Allsburg, junto a Bonnie Hunt y los niños Kirsten Dunst y Bradley Pierce, que recibió buenas críticas y éxitos en taquilla. Ese mismo año, tuvo un papel secundario en la película Nueve meses, en la que interpreta al cómico y escandaloso Dr. Kosevich, que recibe al hijo de Julianne Moore y Hugh Grant.
El año 1996 fue uno de mayor éxito para Williams, ya que actuó en el drama cómico Jack, en el que interpreta a un niño de diez años, atrapado en un cuerpo de adulto, que sufre una rara enfermedad que hace que su crecimiento físico sea cuatro veces más rápido que el de su cerebro, que se desarrolla con normalidad. Fue dirigida por Francis Ford Coppola, con música de Michael Kamen y Bryan Adams, y compartió protagonismo junto a Diane Lane, Brian Kerwin, Jennifer López y Bill Cosby. Ese mismo año, interpretó a Armand Goldman, un homosexual dueño de un teatro-cabaret llamado The Birdcage, película de comedia con el mismo nombre, en la que comparte créditos con Nathan Lane y Gene Hackman.
En 1997 volvió hacer una comedia producida por Disney llamada Flubber en la que interpretó al  profesor Philip Brainard creando a  Flubber, una sustancia verde y voladora que produce energía y que se mueve a velocidad supersónica. Desde el principio de su carrera, Williams luchó por conservar su personalidad única como humorista y convertirse al mismo tiempo en un excelente «actor de carácter»; es decir, aquel que en lugar de hacer papeles protagonistas, prefiere hacer papeles excéntricos y peculiares. Tenía claro que no debía perder sus cualidades propias, pero necesitaba dominar la interpretación para ser alguien en el mundo del cine [cita requerida] y consiguió alcanzar su objetivo. Considerado un actor de enorme versatilidad, tanto en comedia como en drama, ganó finalmente el reconocimiento de la Academia, que le otorgó el Óscar por su actuación en Good Will Hunting, filmada y estrenada en 1997 con Matt Damon, Ben Affleck, Minnie Driver, Stellan Skarsgård  y Casey Affleck.
En 1998 interpretó al doctor Hunter «Patch» Adams en la película Patch Adams, dirigida por Tom Shadyac, en su lucha por obtener el título de médico con su terapia de la risa, que hizo entender a colegas médicos y público en general. Tuvo gran aceptación por parte del público, con un gran éxito en taquilla, nominación y Globo de Oro, y es una de las películas más recordadas de Williams. Comparte protagonismo junto a Monica Potter y Philip Seymour Hoffman. Tiempo después, fue contratado para actuar junto a Cuba Gooding Jr. y Annabella Sciorra en el drama Más allá de los sueños, que acaparó grandes críticas, tanto por sus interpretaciones como por la fotografía y efectos especiales, convirtiéndose en ganadores de un Óscar de la Academia.
En 1999 hizo el drama cómico El hombre bicentenario e interpretó al robot humanoide inteligente Andrew, quien adquiere con el transcurso del tiempo sabiduría y sentimientos y reclama a sus dueños la libertad tan anhelada por la humanidad. Al ser libre, construye su propia casa, comienza una nueva vida y emprende una búsqueda de robots que se asemejen a él. Al concluir ésta, llega al lugar de donde había partido y encuentra a un científico, hijo del creador de la serie de robots idénticos a Andrew, que estaba creando fórmulas para que los robots aparentaran a seres humanos, comenzando así una nueva aventura para Andrew: la de convertirse en el ser humano más viejo de la historia. Williams comparte protagonismo junto a Sam Neill, Embeth Davidtz y Oliver Platt.
En 2001 hizo un papel muy secundario dando voz al Doctor Know y trabajando por segunda vez para Steven Spielberg en A.I. Inteligencia Artificial, una versión futurística de Pinocho, compartiendo reparto con Haley Joel Osment, Jude Law, Sam Robards, Brendan Gleeson, William Hurt, Meryl Streep y Ben Kingsley. Esta película de ciencia ficción fue un éxito.
En 2002 protagonizó su película policíaca Insomnia junto a Al Pacino y Hilary Swank, rodada en el estado de Alaska, fue dirigida por Christopher Nolan. Ese mismo año protagonizó junto con Edward Norton y Danny DeVito la comedia  llamada Death to Smoochy. Y también en ese año estrenó Retratos de una obsesión donde realiza un papel con un perfil psicológico muy complejo , compartió reparto junto con Connie Nielsen, Michael Vartan y Gary Cole, convirtiéndose en uno de los grandes actores contemporáneos.
En 2005 prestó su voz a Manivela en la película animada Robots en la que compartió reparto junto a Ewan McGregor, Halle Berry y Stanley Tucci.
Durante 2006 interpretó una multitud de papeles en diferentes películas: en El hombre del año, como un entusiasta presentador de televisión que se presenta para la presidencia de Estados Unidos junto con Christopher Walken, Laura Linney, Lewis Black y Jeff Goldblum; en Noche en el Museo, como la estatua de Theodore Roosevelt en el museo de Nueva York junto a Ben Stiller, y participó de nuevo en su secuela de 2009; en la película animada Happy Feet dio voz a dos de sus personajes y comparte créditos con Elijah Wood, Britanny Murphy, Hugo Weaving, Nicole Kidman y Hugh Jackman, como también en su segunda parte de 2011; en la comedia RV protagoniza a un ejecutivo que es obligado a suspender sus vacaciones a escondidas de su familia para conseguir un ascenso en su trabajo, compartió reparto con  Cheryl Hines , Josh Hutcherson y Jeff Daniels.
En 2007 dio vida al peculiar reverendo Frank en la comedia License to Wed, junto a Mandy Moore y John Krasinski.
En 2009 trabajó junto a John Travolta y Kelly Preston en la comedia de Disney, Old Dogs.
En 2013 hizo papeles secundarios como en la comedia de La Gran Boda que la protagonizaron Amanda Seyfried, Ben Barnes,  Katherine Heigl,  Robert De Niro, Diane Keaton y Susan Sarandon, y también ese mismo año interpretó al presidente Dwight D. Eisenhower en la película The Butler con Forest Whitaker, John Cusack, Oprah Winfrey, Alan Rickman , Jane Fonda, Cuba Gooding Jr., Liev Schreiber y James Marsden.
En 2014, antes de morir, protagonizó The Angriest Man in Brooklyn donde interpetó a Henry Altmann, un abogado infeliz con un carácter agrio, junto a Mila Kunis, Peter Dinklage y Melissa Leo. Su última película fue interpretando a Theodore Roosevelt en la tercera parte de Noche en el Museo junto con Ben Stiller, Owen Wilson, Steve Coogan, Rami Malek, Dan Stevens y Ben Kingsley. Al final de la película le conmemoraron en su última participación de cine.

## Vida personal

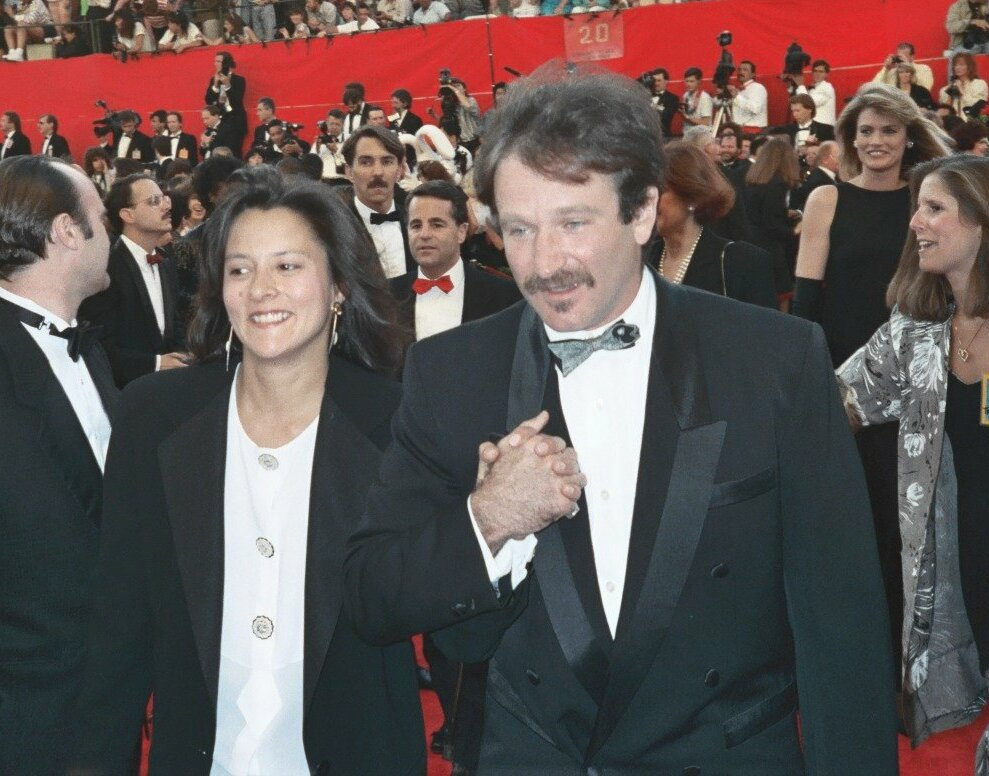
Robin Williams junto a su segunda esposa, Marsha Garces Williams, en 1989.

### Matrimonios e hijos
El primer matrimonio que Robin Williams contrajo fue con Valerie Velardi, el 4 de junio de 1978, con quien tendría un hijo, Zachary Pym (Zak), nacido el 11 de abril de 1983. Durante su primer matrimonio, Williams tuvo una relación extramarital con Michelle Tish Carter, una camarera a quien conoció en 1984. Dos años más tarde, ella lo demandaría alegando que Williams no le había avisado que tenía un herpes simple antes de tener sexo con ella a mitad de la década de 1980, enfermedad que contrajo de él. El caso se resolvió fuera de los tribunales. Finalmente, Williams y Velardi se divorciaron en 1988.
El 30 de abril de 1989 se casó con Marsha Garces, niñera de su hijo, con quien tuvo dos hijos, Zelda Rae, nacida el 31 de julio de 1989, y Cody Alan, nacido el 25 de noviembre de 1991. En marzo de 2008, Garces solicitó el divorcio de Williams, quien alegó que entre ellos había diferencias irreconciliables.
El hermano mayor de Williams, Robert Todd Williams, falleció el 20 de agosto de 2007 de complicaciones de una cirugía de corazón realizada un mes antes.
El 22 de octubre de 2011, Williams se casó con Susan Schneider.
En mayo de 2019, su hijo Zak y su prometida anunciaron el nacimiento de su hijo, McLaurin «Mickey» Clement Williams, primer nieto de Williams, a quien llamaron McLaurin en honor a él y a su segundo nombre. Cody Williams se casó el 21 de julio de 2019, fecha en la que habría sido el 68.º cumpleaños de su difunto padre.

### Religión
Williams fue miembro de la Iglesia Episcopal y describió su afiliación religiosa en una rutina de comedia diciendo:

Tengo la idea de un chicagüense protestante, episcopalista-católico light: mismos rituales, mitad de culpa.

### Filantropía
Fue una persona muy solidaria. Mientras estudiaba en Juilliard, Williams se hizo amigo de Christopher Reeve. Fueron a varias clases juntos, en las que eran los dos únicos estudiantes y fueron amigos por el resto de la vida de Reeve. Williams visitó a Reeve después del accidente de caballo que lo dejó tetrapléjico, y le dio ánimos fingiendo ser un excéntrico doctor de Rusia (similar a su papel en Nine Months) que estaba allí para practicarle una colonoscopia. Reeve dijo que esa fue la primera vez que se rio tras su trágico accidente y entonces supo que la vida, pese a todo, le iba a ir bien.
Asimismo, cuando lo contrataron para un evento, Williams especificó su requisito de que la compañía que lo contratara también debía contratar a cierta cantidad de personas sin hogar. Era su forma de retribuir a los menos afortunados.
Williams se describió a sí mismo como un «judío honorario» y el día de la «independencia» de Israel en 2008, apareció en Times Square junto a otras celebridades para desearle un feliz cumpleaños.

### Otros intereses
Se sabe que Williams era un fanático de la saga The Legend of Zelda y confesó que decidió llamar a su hija Zelda Williams, ya que le agradaba jugar a los juegos de Zelda.
Más de cincuenta instituciones recibieron dinero de Williams y contaron con su tiempo y disponibilidad para obras sociales. [cita requerida]

### Adicción a las drogas y al alcohol
Durante la década de 1970 y 1980, Williams fue adicto a la cocaína y desde entonces dejó de consumirla. Williams era un amigo cercano de John Belushi, y dijo que la muerte de su amigo y el nacimiento de su hijo lo llevó a dejar las drogas: «¿Fue una llamada de atención? Sí, en un gran nivel. El gran jurado también ayudó».
El 9 de agosto de 2006, Williams se internó en un centro de rehabilitación (ubicado en Newberg, Oregón) y confesó que era alcohólico. Su publicista lo anunció públicamente:
Tras estar sobrio durante 20 años, Robin Williams ha recaído nuevamente en la bebida y ha decidido tomar medidas proactivas para lidiar con ello tanto por su propio bien como el de su familia. Pide que respeten su privacidad y la de su familia durante este tiempo. Espera volver a trabajar este otoño para apoyar sus próximos lanzamientos de películas.
En 2011, ya recuperado, apareció en el documental de la BBC para Discovery Channel, en el especial Curiosidad: ¿Cómo funcionan las drogas?

## Muerte

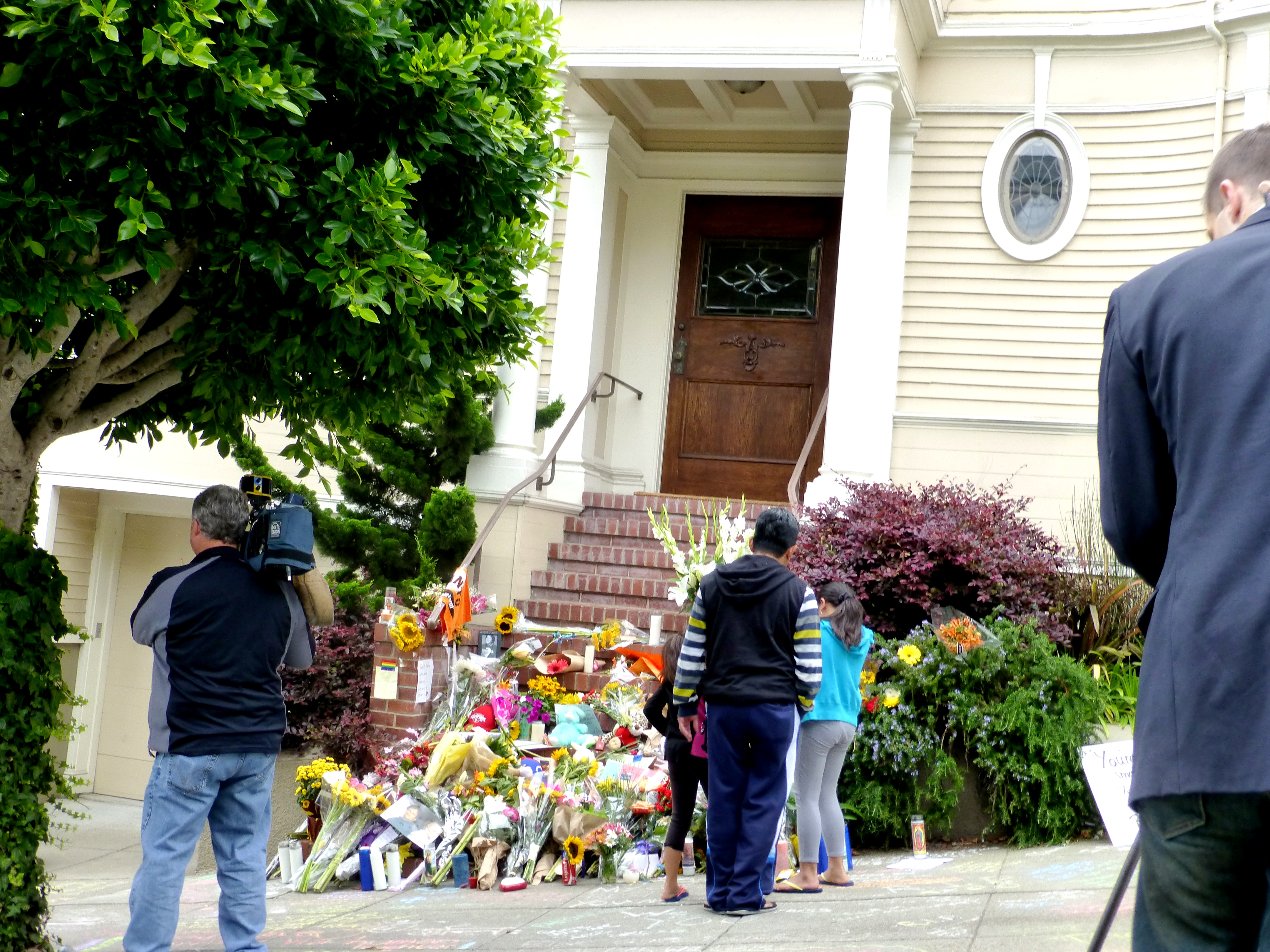
Homenaje póstumo a Williams en la entrada de la casa donde se filmó la película Mrs. Doubtfire en Pacific Heights, San Francisco. Uno de los varios homenajes a Williams por parte de sus fanáticos, días después de su muerte.

El 10 de agosto de 2014, después de que le diagnosticasen la enfermedad de Parkinson, él sentía muchas paranoias que le estaban amenazando, fue a casa de unos amigos en su coche dándoles a cada uno relojes de gran valor que guardaba dentro de unos calcetines, su enfermedad mental lo confundía pensando que estaba en peligro, después al regresar de las casas de sus amigos, se fue a su casa a dormir en su habitación, ya que no dormía con Susan porque tenía problemas de insomnio, entonces cuando se despidió para decirle "Buenas noches amor mío" cogiendo el su IPad, ella le respondió lo mismo. Susan fue la última persona que vio a Williams con vida.
El 11 de agosto de 2014, 21 días después de su 63 cumpleaños, Williams fue hallado muerto en su domicilio cerca de Paradise Cay (California), en lo que aparentemente podría haber sido un suicidio por asfixia, según el informe inicial del Departamento del Sheriff del Condado de Marin. El 12 de agosto se confirmó que el actor había sido encontrado en su domicilio, medio suspendido en el aire con un cinturón y una toalla que había enganchado a la parte superior de un armario de su vivienda.
El 12 de agosto de 2014, fue la misa fue en San Anselmo a la que acudieron sus 3 hijos: Zack de 31 años,  Zelda de 25 años y Cody de 22 años, donde rindieron homenaje a su padre. También asistieron su esposa actual Susan y sus 2 ex-mujeres, más muchos familiares. También estuvieron presentes en la misa amigos suyos como Billy Crystal, Whoopi Goldberg, Jeff Bridges, Danny DeVito, Bonnie Hunt, Bobcat Goldthwait, Seth Green, Ben Stiller, Sarah Michelle Gellar, Minnie Driver, Joel McHale,Pam Dawber, Eddie Izzard, Eric Idle, Josh Groban, George Lucas, Rhea Perlman y Christine Taylor.
Tras su fallecimiento, después de la misa su cuerpo fue incinerado y el 21 de agosto de 2014 sus cenizas fueron esparcidas en el océano Pacífico, en la bahía de San Francisco.
El 14 de agosto de 2014, su esposa Susan Schneider dio a conocer que el actor padecía demencia con cuerpos de Lewy, de la que Williams aún no se encontraba preparado para hablar públicamente.
El 7 de noviembre de 2014, la muerte del actor fue oficialmente declarada como suicidio a causa de «asfixia por ahorcamiento» tras obtenerse los exámenes toxicológicos, los cuales confirmaron la ausencia de alcohol o drogas ilícitas.
El 2 de octubre de 2016, Susan Schneider publicó en la revista médica Neurology una carta titulada «El terrorista dentro del cerebro de mi marido», en la que explica el infierno particular que padeció Williams por la demencia con cuerpos de Lewy, cuyos síntomas son similares a los del Alzheimer y el Parkinson.

## Homenaje
Tras el anuncio de la muerte de Williams, muchas figuras de la industria del entretenimiento lo elogiaron en redes sociales.Schneider dijo: «Perdí a mi esposo y a mi mejor amigo, mientras que el mundo perdió a uno de sus artistas más queridos y seres humanos más hermosos. Estoy profundamente desconsolado».Su hija, Zelda Williams , respondió a su muerte diciendo que «el mundo siempre es un poco más oscuro, menos colorido y menos alegre en su ausencia». 
El presidente Barack Obama publicó una declaración sobre la muerte de Williams:
Robin Williams fue aviador, médico, genio, niñera, presidente, profesor, un Peter Pan desquiciado, y todo lo demás... Llegó a nuestras vidas como un extraterrestre, pero terminó tocando cada elemento del espíritu humano. Nos hizo reír. Nos hizo llorar. Ofreció su inmensurable talento con libertad y generosidad a quienes más lo necesitaban, desde nuestras tropas estacionadas en el extranjero hasta los marginados de nuestras propias calles. 
Williams tenía previsto ser el invitado especial de "Chantaje" para la última noche de los diez conciertos de Monty Python en Londres un mes antes de su muerte —junto a su amigo, Eric Idle , de Monty Python— , pero canceló, alegando que "sufría una depresión severa".  El posterior lanzamiento del vídeo doméstico del espectáculo estuvo dedicado a Williams.
El 12 de agosto, en la sede de las Naciones Unidas , Williams fue homenajeado durante la inauguración del Día Internacional de la Juventud . En presencia del Secretario General de la ONU, Ban Ki-moon , el Subsecretario General Thomas Gass rindió homenaje a Williams desde el púlpito de la Cámara del Consejo Económico y Social de las Naciones Unidas citando un verso de Keating de El Club de los poetas muertos : "¡Atrévete a mirar las cosas de otra manera!". Varios fanes también rindieron homenaje a Williams en redes sociales con recreaciones fotográficas y en video de la escena "¡ Oh, Capitán! ¡Mi Capitán! " del Club los Poetas Muertos . 
Poco después de la muerte de Williams, Disney Channel , Disney XD y Disney Jr. transmitieron Aladdin sin comerciales durante una semana, con un dibujo del Genio al final de cada transmisión antes de los créditos.  En honor a su trabajo teatral, las luces de Broadway se apagaron la noche del 14 de agosto. Esa noche, el elenco del musical de Aladdin honró a Williams al invitar al público a cantar juntos " Friend Like Me ", una canción nominada al Oscar originalmente cantada por Williams en la película Aladdín .
Los fanes de Williams crearon monumentos improvisados en su estrella del Paseo de la fama de Hollywood y en lugares de su carrera televisiva y cinematográfica, como el banco en el Jardín Público de Boston que aparece en Good Will Hunting ;  la casa de Pacific Heights , utilizada en Mrs. Doubtfire ;  el cartel de Parrish Shoes en Keene (Nuevo Hampshire) , donde se filmaron partes de Jumanji   y la casa de Boulder , utilizada para Mork & Mindy. 
Durante la  66.ª edición de los Premios Primetime Emmy , celebrada el 25 de agosto, su amigo íntimo y colega comediante, Billy Crystal, rindió homenaje a Williams, refiriéndose a él como "la estrella más brillante de nuestra galaxia de la comedia". Posteriormente, se mostraron algunos de los mejores momentos cómicos de Williams, incluyendo su primera aparición en The Tonight Show , lo que demuestra su gran trayectoria haciendo reír a la gente.  Presentadores de programas de entrevistas, como David Letterman , Conan O'Brien, Seth Meyers, Jimmy Kimmel y Jimmy Fallon, rindieron homenaje a Williams en sus respectivos programas.
El 9 de septiembre de 2014, PBS  emitió un especial de una hora dedicado a la carrera de Williams  y el 27 de septiembre, decenas de estrellas y celebridades le rindieron homenaje en San Francisco para celebrar su vida y carrera.  La banda británica de Heavy metal Iron Maiden dedicó una canción a Williams, titulada "Tears of a Clown", en su álbum de 2015, The Book of Souls . La canción analiza su depresión y suicidio, y cómo intentó ocultar su condición al público.
Un túnel pintado con un arcoíris en la autopista 101 , al norte del puente Golden Gate , recibió el nombre oficial de " Túnel Robin Williams " el 29 de febrero de 2016.  En 2017, Sharon Meadow, en el Golden Gate Park de San Francisco , sede del Día de la Comedia anual, pasó a llamarse "Robin Williams Meadow".
En 2018, HBO produjo un documental sobre su vida y carrera. Dirigida por Marina Zenovich , la película Robin Williams: Come Inside My Mind también se proyectó en el Festival de Cine de Sundance .  Ese mismo año, se creó un mural de Robin Williams en Market Street, San Francisco .  El escritor de The New York Times, David Itzkoff, comenzó a trabajar en una biografía en 2014,  que se publicó cuatro años después con el título de Robin .
En septiembre de 2020, Vertical Entertainment lanzó un documental titulado Robin's Wish . Dirigido por Tylor Norwood, el documental explora la lucha de Williams contra la demencia por Cuerpo de Lewy.  En mayo de 2022, Williams fue incluido en el Centro Nacional de Comedia de Jamestown, Nueva York .

## Filmografía
| Año  | Título                                           | Papel                                             | Notas                           |
| ---- | ------------------------------------------------ | ------------------------------------------------- | ------------------------------- |
| 1977 | Can I Do It 'Till I Need Glasses?                | Abogado/hombre con dolor de muelas                |                                 |
| 1980 | Popeye                                           | Popeye                                            |                                 |
| 1982 | The World According to Garp                      | T. S. Garp                                        |                                 |
| 1983 | The Survivors                                    | Donald Quinelle                                   |                                 |
| 1984 | Moscow on the Hudson                             | Vladimir Ivanov                                   |                                 |
| 1986 | Seize the Day                                    | Tommy Wilhelm                                     |                                 |
| 1986 | Club Paradise                                    | Jack Moniker                                      |                                 |
| 1986 | The Best of Times                                | Jack Dundee                                       |                                 |
| 1987 | Good Morning, Vietnam                            | Adrian Cronauer                                   | Nominado: Óscar al mejor actor  |
| 1988 | Las aventuras del Barón Munchausen               | Rey de la luna                                    |                                 |
| 1988 | Portrait of a White Marriage                     | Vendedor de aire acondicionado                    | No acreditado                   |
| 1988 | Rabbit Ears: Pecos Bill                          | Narrador                                          | Voz                             |
| 1989 | Dead Poets Society                               | John Keating                                      | Nominado: Óscar al mejor actor  |
| 1989 | I'm from Hollywood                               | Él mismo                                          |                                 |
| 1990 | Cadillac Man                                     | Joey O'Brien                                      |                                 |
| 1990 | Despertares                                      | Dr. Malcolm Sayer                                 |                                 |
| 1990 | Back to Neverland                                | Él mismo                                          |                                 |
| 1991 | Morir todavía                                    | Doctor Cozy Carlisle                              |                                 |
| 1991 | The Fisher King                                  | Parry                                             | Nominado: Óscar al mejor actor  |
| 1991 | Hook                                             | Peter Banning/Peter Pan                           |                                 |
| 1991 | Rabbit Ears: The Fool and the Flying Ship        | Narrador                                          | Voz                             |
| 1992 | Toys                                             | Leslie Zevo                                       |                                 |
| 1992 | Aladdín                                          | Genio                                             | Voz                             |
| 1992 | The Timekeeper                                   |                                                   |                                 |
| 1992 | FernGully: Las Aventuras de Zak y Crysta         | Batty Koda                                        | Voz                             |
| 1992 | Shakes the Clown                                 |                                                   |                                 |
| 1993 | Mrs. Doubtfire                                   | Daniel Hillard                                    |                                 |
| 1993 | Un hombre perdido en el tiempo                   | Héctor                                            |                                 |
| 1994 | In Search of Dr. Seuss                           | Padre                                             |                                 |
| 1995 | Jumanji                                          | Alan Parrish                                      |                                 |
| 1995 | To Wong Foo, Thanks for Everything! Julie Newmar | John Jacob Jingleheimer Schmidt                   |                                 |
| 1995 | Nine Months                                      | Dr. Kosevich                                      |                                 |
| 1996 | Aladdin and the King of Thieves                  | Genio                                             | Voz                             |
| 1996 | Hamlet                                           | Osric                                             |                                 |
| 1996 | El agente secreto                                | Profesor                                          |                                 |
| 1996 | Jack                                             | Jack Powell                                       |                                 |
| 1996 | The Birdcage                                     | Armand Goldman                                    |                                 |
| 1997 | Good Will Hunting                                | Sean Maguire                                      | Óscar al mejor actor de reparto |
| 1997 | Flubber                                          | Profesor Philip Brainard                          |                                 |
| 1997 | Deconstructing Harry                             | Mel/Personaje de Harry                            |                                 |
| 1997 | Fathers' Day                                     | Dale Putley                                       |                                 |
| 1998 | Patch Adams                                      | Hunter «Patch» Adams                              |                                 |
| 1998 | Junket Whore                                     | Él mismo                                          |                                 |
| 1998 | Más allá de los sueños                           | Chris Nielsen                                     |                                 |
| 1999 | El hombre bicentenario                           | Andrew Martin                                     |                                 |
| 1999 | Jakob the Liar                                   | Jakob Heym/narrador                               |                                 |
| 1999 | Get Bruce                                        | Él mismo                                          |                                 |
| 2000 | Model Behavior                                   | Bombero                                           |                                 |
| 2001 | A.I. Inteligencia artificial                     | Dr. Know                                          | Voz                             |
| 2002 | The Rutles 2: Can't Buy Me Lunch                 | Hans Hänkie                                       |                                 |
| 2002 | Insomnia                                         | Walter Finch                                      |                                 |
| 2002 | Death to Smoochy                                 | «Rainbow» Randolph Smiley                         |                                 |
| 2002 | Retratos de una obsesión                         | Seymour «Sy» Parrish                              |                                 |
| 2004 | Noel                                             | Charlie Boyd/el Cura                              |                                 |
| 2004 | House of D                                       | Pappass                                           |                                 |
| 2004 | La memoria de los muertos                        | Alan W. Hakman                                    |                                 |
| 2005 | The Big White                                    | Paul Barnell                                      |                                 |
| 2005 | Robots                                           | Fender                                            | Voz                             |
| 2005 | The Aristocrats                                  | Él mismo                                          |                                 |
| 2006 | El hombre del año                                | Tom Dobbs                                         |                                 |
| 2006 | Night at the Museum                              | Theodore Roosevelt                                |                                 |
| 2006 | Happy Feet                                       | Ramon-Lovelace                                    | Voz                             |
| 2006 | Everyone's Hero                                  | Napoleón Cross                                    | Voz                             |
| 2006 | RV                                               | Bob Munro                                         |                                 |
| 2006 | The Night Listener                               | Gabriel Noone                                     |                                 |
| 2007 | License to Wed                                   | Reverendo Frank                                   |                                 |
| 2007 | August Rush                                      | Maxwell «Wizard» Wallace                          |                                 |
| 2009 | Shrink                                           | Holden                                            |                                 |
| 2009 | World's Greatest Dad                             | Lance Clayton                                     |                                 |
| 2009 | Night at the Museum: Battle of the Smithsonian   | Theodore Roosevelt                                |                                 |
| 2009 | Old Dogs                                         | Dan Rayburn                                       |                                 |
| 2011 | Happy Feet Two                                   | Ramon-Lovelace                                    | Voz                             |
| 2013 | The Face of Love                                 | Roger                                             |                                 |
| 2013 | The Butler                                       | Dwight Eisenhower                                 |                                 |
| 2013 | The Big Wedding                                  | Padre Moinighan                                   |                                 |
| 2014 | The Angriest Man in Brooklyn                     | Henry Altmann                                     |                                 |
| 2014 | Bulevar                                          | Nolan Mack                                        |                                 |
| 2014 | A Merry Friggin' Christmas                       | Mitch                                             |                                 |
| 2014 | Night at the Museum: Secret of the Tomb          | Theodore Roosevelt, último papel cinematográfico. |                                 |
| 2015 | Absolutamente todo                               | Dennis el perro, último papel cinematográfico     | Voz                             |

## Televisión
| Año       | Título                                        | Papel                                                                          | Notas                                                                                          |
| --------- | --------------------------------------------- | ------------------------------------------------------------------------------ | ---------------------------------------------------------------------------------------------- |
| 1977      | The Richard Pryor Show                        | Él mismo                                                                       |                                                                                                |
| 1977      | Laugh-In                                      |                                                                                |                                                                                                |
| 1977      | Eight is Enough                               |                                                                                | Episodio: «The Return of Auntie V»                                                             |
| 1978      | Días felices                                  | Mork                                                                           | Episodio: «My Favorite Orkan»                                                                  |
| 1978      | America 2-Night                               | Jason Shine                                                                    | Episodios: «Jason Shine» y «Olfactory Distosis Telethon»                                       |
| 1978-1982 | Mork & Mindy                                  | Mork                                                                           |                                                                                                |
| 1979      | Días felices                                  | Mork                                                                           | Episodio: «Mork Returns»                                                                       |
| 1979      | Out of the Blue                               |                                                                                | Episodio: «Random's Arrival»                                                                   |
| 1981      | Saturday Night Live                           | Él mismo                                                                       | Anfitrión/varios                                                                               |
| 1982      | The Billy Crystal Comedy Hour                 | Él mismo                                                                       | Episodio: #1.1                                                                                 |
| 1982      | Faerie Tale Theatre                           | Rana/príncipe Robin                                                            | Episodio: «Tale of the Frog Prince»                                                            |
| 1982      | SCTV Network 90                               | Varios                                                                         | Episodio: «Jane Eyrehead»                                                                      |
| 1984      | Saturday Night Live                           | Él mismo                                                                       | Anfitrión/varios                                                                               |
| 1984      | Pryor's Place                                 | Gaby                                                                           | Episodio: «Sax Education»                                                                      |
| 1986      | Saturday Night Live                           | Él mismo                                                                       | Anfitrión/varios                                                                               |
| 1986      | The Max Headroom Show                         | Él mismo                                                                       | Episodio: «Max Headroom's Giant Christmas Turkey»                                              |
| 1988      | Saturday Night Live                           | Él mismo                                                                       | Anfitrión/varios                                                                               |
| 1988      | Wogan                                         | Él mismo                                                                       |                                                                                                |
| 1991      | Wogan                                         | Él mismo                                                                       |                                                                                                |
| 1991      | A Wish For Wings That Work                    | El Kiwi                                                                        | Voz (acreditado por Sudy Nim)                                                                  |
| 1992      | The Larry Sanders Show                        | Él mismo                                                                       | Episodio: «Hank's Contract»                                                                    |
| 1994      | Homicide: Life on the Streets                 | Robert Ellison                                                                 |                                                                                                |
| 1994      | Live & Kicking                                | Él mismo                                                                       |                                                                                                |
| 1994      | The Larry Sanders Show                        | Él mismo                                                                       | Episodio: «Montana»                                                                            |
| 1994      | Nyhetsmorgon                                  | Él mismo                                                                       | Episodio: «Filmen Mrs. Doubtfire svensk premiär»                                               |
| 1994      | In the Wild                                   | Él mismo                                                                       | Episodio: «In the Wild: Dolphins with Robin Williams»                                          |
| 1995      | Primer Plano                                  | Él mismo                                                                       |                                                                                                |
| 1996      | American Masters                              | Él mismo                                                                       | Episodio: «Take Two: Mike Nichols and Elaine May»                                              |
| 1996      | Primer Plano                                  |                                                                                |                                                                                                |
| 1996      | HBO First Look                                | Él mismo                                                                       | Episodio: «Fathers Day»                                                                        |
| 1997      | Friends                                       | Tomas                                                                          | Episodio: «El del campeón de lucha definitiva»                                                 |
| 1998      | Nyhetsmorgon                                  | Él mismo/Sean Maguire                                                          | Episodio: «Filmen Good Will Hunting»                                                           |
| 1998      | Hollywood Squares                             | Él mismo                                                                       | Aparición como invitado                                                                        |
| 1998      | Noel's House Party                            | Él mismo                                                                       | Episodio: #8.10                                                                                |
| 1999      | L.A. Doctors                                  | Hugo Kinsley                                                                   | Episodio: «Just Duet»                                                                          |
| 2000      | Whose Line Is It Anyway?                      | Él mismo                                                                       | Episodio: #3.9                                                                                 |
| 2002      | Comedy Central Canned Ham                     | Él mismo                                                                       | Episodio: «Death to Smoochy»                                                                   |
| 2002      | Leute heute                                   | Él mismo                                                                       |                                                                                                |
| 2002      | Supermarket Sweep                             | Él mismo                                                                       |                                                                                                |
| 2003      | Player$                                       | Él mismo                                                                       | Episodios: «E3 03, Playa» y «Players Halloweenie Televizzie»                                   |
| 2003      | Freedoom: A History of Us                     | Josiah Quincy/Ulysses S. Grant/granjero de Misuri/Wilbur Wright/Orville Wright | Episodios: «Wake Up America», «A War to End Slavery», «Liberty for All» y «Safe for Democracy» |
| 2003      | Life with Bonnie                              | Kevin Powalski                                                                 | Episodio: «Psychic»                                                                            |
| 2004      | This Hour Has 22 Minutes                      | Él mismo                                                                       |                                                                                                |
| 2005      | Just For Laughs                               | Él mismo                                                                       |                                                                                                |
| 2006      | Extreme Makeover: Home Edition                | Él mismo                                                                       |                                                                                                |
| 2006      | Mind of Mencia                                | Él mismo                                                                       | Episodio: «That's F**king Historical»                                                          |
| 2006      | Getaway                                       | Él mismo                                                                       | Episodio: #15.15                                                                               |
| 2008      | American Idol: The Search for a New Superstar | Ivan «Bob» Poppanoff, el ídolo ruso/él mismo                                   | Episodios: «Idol Gives Back» y «Live Results Show: One Contestant Eliminated»                  |
| 2008      | Law & Order: Special Victims Unit             | Merrit Rook                                                                    | Episodio: «Authority»                                                                          |
| 2009      | Bob Esponja                                   | Él mismo                                                                       | Episodio: «Truth or Square»                                                                    |
| 2009      | Weapons of Self Destruction                   | Él mismo                                                                       | Episodio: «HBO Special»                                                                        |
| 2009      | TV Land Moguls                                | Él mismo                                                                       | Episodio: «The 80s»                                                                            |
| 2010      | Alan Carr Chatty Man                          | Él mismo                                                                       |                                                                                                |
| 2010      | Pentagon Channel                              | Él mismo                                                                       | Episodio: «Promotional Advertisement for the Pentagon Channel»                                 |
| 2012      | Wilfred                                       | Dr. Eddie/él mismo                                                             | Episodio: «Progess»                                                                            |
| 2012      | Louie                                         | Él mismo                                                                       | Episodio: «3x06 Barney/Never»                                                                  |
| 2013-2014 | The Crazy Ones                                | Simon Roberts                                                                  |                                                                                                |

## Premios y distinciones

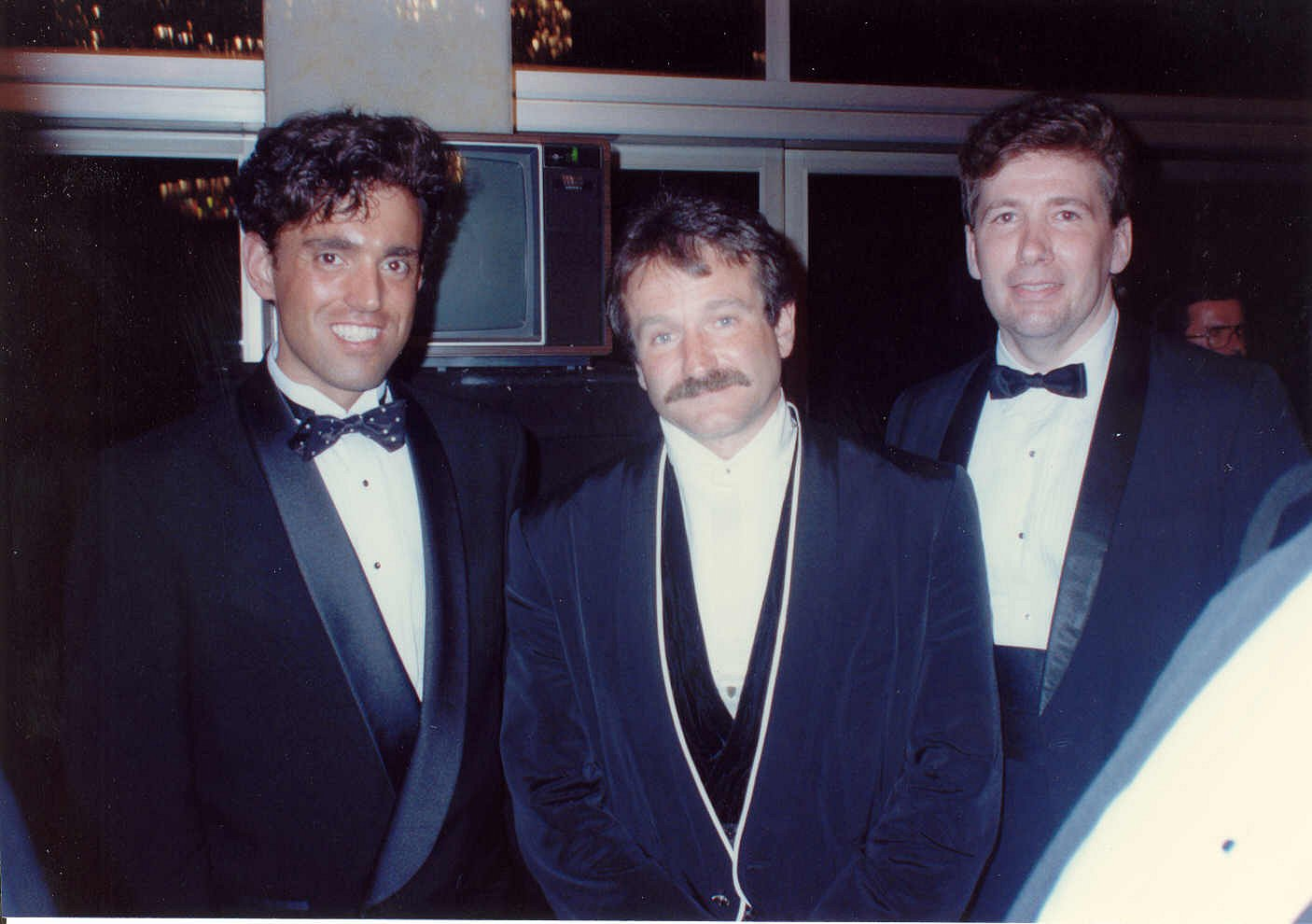
Williams (centro) en la gala de los Óscar del año 1990

Premios Óscar
| Año  | Categoría              | Película                      | Resultado |
| ---- | ---------------------- | ----------------------------- | --------- |
| 1988 | Mejor actor            | Good Morning, Vietnam         | Candidato |
| 1990 | Mejor actor            | El club de los poetas muertos | Candidato |
| 1992 | Mejor actor            | El rey pescador               | Candidato |
| 1998 | Mejor actor de reparto | Good Will Hunting             | Ganador   |

Premios Globo de Oro
| Año  | Categoría                                              | Película                | Resultado |
| ---- | ------------------------------------------------------ | ----------------------- | --------- |
| 2005 | Premio Cecil B. DeMille                                | Premio Cecil B. DeMille | Ganador   |
| 1998 | Mejor actor - Comedia o musical                        | Patch Adams             | Candidato |
| 1997 | Mejor actor de reparto                                 | Good Will Hunting       | Candidato |
| 1993 | Mejor actor - Comedia o musical                        | Señora Doubtfire        | Ganador   |
| 1991 | Mejor actor - Comedia o musical                        | The Fisher King         | Ganador   |
| 1990 | Mejor actor - Drama                                    | Despertares             | Candidato |
| 1989 | Mejor actor - Drama                                    | Dead Poets Society      | Candidato |
| 1987 | Mejor actor - Comedia o musical                        | Good Morning, Vietnam   | Ganador   |
| 1984 | Mejor actor - Comedia o musical                        | Un ruso en Nueva York   | Candidato |
| 1979 | Mejor actor de serie de televisión - Comedia o musical | Mork & Mindy            | Candidato |
| 1978 | Mejor actor de serie de televisión - Comedia o musical | Mork & Mindy            | Ganador   |

Premios del Sindicato de Actores
| Año  | Categoría              | Película          | Resultado |
| ---- | ---------------------- | ----------------- | --------- |
| 1997 | Mejor reparto          | Good Will Hunting | Candidato |
| 1997 | Mejor actor de reparto | Good Will Hunting | Ganador   |

Premios Emmy
| Año  | Categoría                                           | Película                            | Resultado |
| ---- | --------------------------------------------------- | ----------------------------------- | --------- |
| 1987 | Mejor performance individual en un programa musical | Carol and Carl and Whoopi and Robin | Ganador   |
| 1988 | Mejor performance individual en un programa musical | ABC Presents A Royal Gala           | Ganador   |

Premios Grammy
| Año  | Categoría              | Trabajo               | Resultado |
| ---- | ---------------------- | --------------------- | --------- |
| 1987 | Mejor álbum de comedia | A Night at the Met    | Ganador   |
| 1989 | Mejor álbum de comedia | Good Morning, Vietnam | Ganador   |
| 2003 | Mejor álbum de comedia | Robin Williams Live   | Ganador   |

## Nota
1. ↑  En la autopsia se constató que padecía la enfermedad neurológica y degenerativa de cuerpos de Lewy[1]